# Frank Popp Ensemble
Das Frank Popp Ensemble ist eine deutsche Band aus Düsseldorf. Mit ihrem Song Hip Teens Don’t Wear Blue Jeans hatten sie 2003 einen Radiohit und einen Achtungserfolg in den Charts. Das Lied war wie alle Songs der Band im Soulstil der 1960er Jahre gehalten.

## Geschichte
Frank Popp arbeitete ursprünglich als Grafikdesigner, bevor er nebenher Musik machte. Bereits seine erste Single High Voltage wurde 2001 für den Soundtrack des Films Passwort: Swordfish entdeckt. Im selben Jahr folgte dann auch Hip Teens Don’t Wear Blue Jeans, das zuerst in Italien Aufsehen erregte. Aber erst der Umweg über die Werbung machte sie in Deutschland der breiten Öffentlichkeit bekannt: Das Lied war die Musik zu einer Coca-Cola-Werbung.
Die Band war 2008 noch einmal beim Lake Side Festival in Hergiswil am Vierwaldstättersee zu sehen. Später löste sie sich auf, Popp veröffentlichte im Jahr 2009 jedoch das Album Receiver, das im Jahr 2020 eine Wiederveröffentlichung unter dem Bandnamen erfuhr.
2021 produzierte Frank Popp unter dem Bandnamen Frank Popp Ensemble das Album Under Covers, zu dem 21 Künstler Coverversionen von Titeln aus dem Werk Frank Popps beigetragen haben. Das Cover des Albums ist nach dem Vorbild von Sgt. Pepper gestaltet und zeigt die beteiligten Musiker.
Mit den drei Singles Out of Town, Drifting und Torn Up veröffentlichte Frank Popp 2022 nach 17 Jahren Pause die ersten neuen Titel. 2023 folgte das Album Shifting, das auch die 2022 veröffentlichten Titel enthält.

## Bandmitglieder
Das einzige feste Mitglied ist Frank Popp. Unterstützt wurde er sowohl im Studio als auch auf der Bühne von
- Sam Leigh-Brown (von N.O.H.A.) – Gesang und Songwriting
- Philip Noha (von N.O.H.A.) – Saxophon
- Lele Lugosi – Gitarre
- Jürgen Dahmen – Piano
- Tino Stoschek – Bass
- Marcus Scheltinga – Posaune
- Stephan Mohr – Hammond-Orgel und Fender-Rhodes
- Tino Turner – E-Bass

und anderen.
Zweites Stage-Line-up:
- Alex Jezdinsky – Schlagzeug
- Pilo Lenger – Hammond-Orgel und Fender-Rhodes
- Roman Aul – Gitarre
- Georg Brörmann – Rhythmusgitarre
- Hagen Siems – Gitarre
- Patricia Eichert – Bass

Auf dem Album Shifting wirkte als Co-Writer und Musiker Jascha Kreft von Odd Couple mit. Gastsänger sind:
- Jesper Munk
- Anna Glahn
- Lucy Kruger
- Aydo Abay
- Sam Leigh-Brown (wie schon vor 2008)
- Kat Ott von 24/7 Diva Heaven

## Diskografie

### Alben
- Ride On! (2001)
- Ride On! (2003, Wiederveröffentlichung mit neuen Songs)
- Touch and Go (2005)
- The Frank Popp Ensemble (2006, nur UK, mit Songs der beiden vorangehenden Alben)
- Receiver (2009, Erstveröffentlichung nur als Frank Popp, 2020 Neuveröffentlichung unter Frank Popp Ensemble)
- Under Covers (2021)
- Shifting (2023)
- Waves (2025)

### EPs
- The Catwalk EP (2000)
- The Swinging Library Sounds of... (2005)

### Singles
- High Voltage (2001)
- The Catwalk EP (2001)
- Hip Teens Don’t Wear Blue Jeans (2001/2003)
- Love Is on Our Side (2003)
- You’ve Been Gone Too Long (2003)
- Breakaway (2005)
- The World Is Waiting (2005)
- Getting Down (2006)
- Leave Me Alone (2021)
- Scarecrow Kids (2021, Frank Popp Ensemble x Fünf Sterne Deluxe)
- The World Is Waiting (2021, Frank Popp Ensemble vs. Gerry Love)
- Drifting (2022)
- Out of Town (2022)
- Torn Up (2022)